# Julia Otxoa
Julia Otxoa García (San Sebastián, 13 de marzo de 1953) es una poeta, narradora y artista plástica española. Pertenece a la generación de jóvenes que consolidaron el género microrrelato en España, en cuya obra confluyen corrientes artísticas como surrealismo, el existencialismo y la literatura del absurdo. Su extensa obra, con más de 30 libros publicados, ha sido traducida a varios idiomas y recibido numerosos premios. 

## Biografía
Julia Otxoa nace en San Sebastián (Guipúzcoa) en 1953, ciudad donde vivirá y cursará sus estudios. Al finalizar el bachillerato, inicia la carrera de psicología, que abandona al tercer año, para dedicarse de lleno a la escritura. Compagina su obra con lo que denomina un "trabajo alimenticio" en una compañía telefónica de la misma ciudad, con cuyos ingresos garantiza libertad para su creación.
Las primeras, y abundantes,  publicaciones lo son en el ámbito de la poesía, que será la base de todas sus posteriores líneas de trabajo. Ella misma esclarece esta diversidad de disciplinas con la metáfora visual del tronco del árbol y sus distintas ramas. Sobre la percepción poética de la realidad como universo susceptible de fabulación, construirá el microrrelato y relato, figurando en este apartado como una de las escritoras más destacadas del panorama actual.  Otxoa pertenece a la generación de jóvenes que consolidaron el género microrrelato en España, en cuya obra confluyen corrientes artísticas como surrealismo, el existencialismo y la literatura del absurdo, sin adherirse a ninguno de ellos de forma fiel, consiguiendo una voz personal. Completa su obra con relato infantil, poesía visual, fotografía, ensayo y artículos periodísticos.
Los conceptos transversales que determinan su singularidad surgen de la repulsa consciente de las verdades absolutas, de todo aquello que sea cerrado, acabado o inmutable. Como alternativa, defiende modos de pensamiento y vida relacionados con la idea de extranjería -sé que moriré extranjera-, estar fuera del centro, la heterodoxia y una experimentación continua que impida la repetición y el acomodamiento. Vida, identidad, pensamiento y creación siempre en construcción. Quizá uno de los conceptos más llamativos sea su defensa de la "identidad nómada". Una identidad sin acabar, mutable, peregrina, o incluso la propuesta de una identidad múltiple, que permita el acceso o la comprensión del "otro", de "lo otro".
Para cuestionar la realidad invisible de lo cotidiano, abraza el humor, la ironía, el absurdo, el juego o la sorpresa. De tal modo que el componente humorístico o la hipérbole, le permite una doble acción: mirar la realidad más cruda de forma indirecta y reflexionar sobre ella de forma directa.
Como método, elige la contemplación, sin prisa, de toda realidad circundante. Con lentitud porque la profundidad está reñida con el vértigo de la producción. Desde ella, con una mirada irónica y crítica, busca "dar otro significado a lo que vemos con los ojos, habitualmente". En sus textos, defiende un ser humano libre, aunado con la naturaleza, y muestra las consecuencias de una sociedad violenta y materialista. Su compromiso ético posiciona a la autora al lado de las víctimas de la toda barbarie (Hannah ¿Cómo fue posible para ti relatar el horror?), y al lado de la Memoria Histórica, (Balbino García de Albizu Usarbarrena, abuelo de la autora, fue fusilado en Urbasa, en 1936). Ello no impide que defienda la alegría como componente vital, por su dinamismo y gran carga de profundidad. La alegría, dice, es saludable para las ideas y rompe los esquemas asnales del verdugo, en los que tan cómodamente pacen pureza y ortodoxia. Alegría y humor como actitud poética relativizan la seriedad demasiado trágica y permiten sobrellevar la adversidad.

## Obras

### Poesía
- Composición entre la luz y la sombra, San Sebastián, Gonfer, 1978
- Luz del aire, en colaboración con el escultor Ricardo Ugarte, Madrid, Edarcón,1982
- Cuaderno de Bitácora, Primer Premio Ayuntamiento de Pasajes 1985
- Antología Poética”, San Sebastián, Casa Baroja,1988
- Centauro, Madrid, Torremozas, 1989 (Finalista del Premio Carmen Conde, 1989)
- L’eta dei barbari, Italia, Quaderni della Valli,1997
- La Nieve en los manzanos, Málaga, Ediciones Miguel Gómez, 2000
- Al calor de un lápiz, Zarauz ,Olerti-Etxea, 2001
- Cartas a Mr. Gardener,Brasil, Edición bilingüe Portugués-Español. Maneco Libraría&Editora, 2002
- Gunten Café, Málaga,Edición Bilingüe Castellano-Euskera,Colección Puerta del Mar – Publicaciones de la Diputación de Málaga,2004
- Taxus baccata. Poemas de Julia Otxoa. dibujos de Ricardo Ugarte. Ediciones Hiperion. Madrid, 2005
- El pájaro de la alegría. Plaquet de poemas. Ibiza, Universidad de las Islas Baleares-Sa Nostra, 2007
- Anotaciones al margen. Plaquet de poemas con dibujos de Ricardo Ugarte. Mérida,Escuela de Arte y Diseño, 2008
- La lentitud de la luz, Palencia, Editorial Cálamo, 2008
- Jardín de Arena. Ediciones La Palma,Madrid 2015

### Microrrelato y relato breve
- Kískili-Káskala ,Madrid, Editorial, Vosa 1994
- Un león en la cocina - con collages de Ricardo Ugarte, Zaragoza, Prames,1999
- Variaciones sobre un cuadro de Paul Klee, Fuenterrabía, Editorial Hiru, 2002
- La sombra del espantapájaros, Cuenca, Editorial El Toro de Barro, 2004
- Maiali e fiori - Cerdos y flores, Roma, Editorial Empiria, 2006
- Un extraño envío,Palencia,Editorial Menoscuarto, 2006
- Különös Küldemény- Un extraño envío , Budapest, Patak Konyvek editores, 2007

- Un lugar en el parque, Editorial Alberdania,San Sebastián, 2010

- Escena de familia con fantasma. Ediciones menoscuarto, Palencia 2013
- Tos de perro.  Eolas Ediciones, 2021.[11]

### Ensayo
- Poetas Vascas, Madrid, Torremozas,1990
- Narrativa corta en Euskadi”.  Selección y estudio de narradores vascos desde el exilio de la guerra civil hasta nuestros días, Madrid, Vosa, 1994

### Narrativa infantil
- El bosque de las zanahorias, San Sebastián, Elkar,1997
- Historia de unos bigotes, Bilbao, Ibaizábal,1998
- La canción de Mister Popof, Bilbao, Ibaizábal,1998
- El mundo en una manzana, Bilbao, Desclee de Brouwer,1998
- Cuentos de la abuela luna, Bilbao,  Mensajero, 1999
- El sueño de Hakam, Bilbao, Descle de Brouwer, 2000
- Poemas de un ratón, (Colección Caracol de la Diputación de Málaga, 2010)

### Poesía visual
- Monográfico de la revista Vertex dedicado a la poesía visual de Julia Otxoa, Mataró, Barcelona, 2001
- Poesía experimental española 1963-2004 - Antología, Selección realizada por Félix Morales Prado, Madrid, Editorial Marenostrum,2004
- Todos o casi todos, Antología de Poesía experimental-Selección realizada por Julián Alonso. Edición en CD, Salamanca, Ediciones Cero200.

- Metamorphoses Review, Smith College-Northampton-EE.UU, 2004

- La Fira Mágica, Juego de naipes de Poesía Visual, Ayuntamiento de Santa Susana, Barcelona 2006.
- Fragmentos de Entusiasmo, Catálogo de la exposición Antología de la Poesía Visual española 1964-2006, Guadalajara, Ayuntamiento de Guadalajara, 2007
- Poesía Visual Española, Antología, Madrid,  Editorial Calambur, 2007

- Poesía Visual Española- Revista Hotel Dadá. Buenos Aires, Argentina, 2008
- Café Voltaire.  Ediciones Babilonia. Valencia,2014
- Poética de lo invisible. Ediciones La Manzana Poética, Córdoba, 2017

### Antologías
- Poética, Madrid, Vosa, 1987
- Autores Vascos, Bilbao, Autor Elías Amézaga – Wilsen – Bilbao, 1988
- La luz inextinguible, ensayos sobre la literatura vasca actual. Autor: Juan José Lanz, Madrid, Siglo XXI editores,1993
- Antologia della poesía basca contemporánea. Autor Emilio Coco, Milán, Croceti Editori, 1994
- Poesía vasca, varios autores, Málaga, Revista Litoral,1995
- Ellas tienen la palabra. Noni Benegas y Jesús Munárriz, Madrid, Editorial Hiperion, 1997
- Mosaico Ibérico. Ensayos sobre poesía y diversidad. Autora Joana Sabadell, Gijón, Ediciones Júcar, 1999.
- Once (poetas) para trescientos (lectores).Mujeres Poetas en el País Vasco. Edic.de Elsa López y Arantza Fernández, Las Palmas, Ediciones La Palma 2001
- Pólvora Blanca” -Antología de poetas contra la guerra, Córdoba,Ayuntamiento de Córdoba 2003
- Entonces, ahora - Antología colectiva Madrid, Ayuntamiento de Rivas-Vaciamadrid,2003
- Escritores contra la guerra, Madrid, Revista República de las Letras,Asociación Colegial de escritores, 2003
- Poesía experimental española 1963-2004- Antología. Selección realizada por Félix Morales Prado,Madrid, Editorial Marenostrum,2004
- Todos o casi todos, Antología de Poesía experimental.Selección coordinada por Julián Alonso,Salamanca, CD- Ediciones Cero, 2004
- Madrid-11M, Valencia, Editorial Pre-textos, 2004
- Metamorphoses”, Northampton-EE.UU,Smith Collage, 2004
- Después de Todo. Homenaje a José Hierro, Aoiz, Ediciones Bilaketa Navarra, 2004
- Aldea Poética-III-Haiku” , Madrid,Editorial Opera Prima, 2005
- Poesía visual española, antología coordina por Alfonso López Gradolí, Madrid, Ediciones Calambur , 2007
- Complicidades, Madrid, Ave del Paraíso,2008)
- Poetas en blanco y Negro, Madrid, Abada Editores,2007
- Poeti spagnoli conteporani, antólogo Emilio Coco, Milán, Dell’Orso Editores, 2008
- Poesía Viva-Poetas Vascos en Castellano. Colección Gerión de Poesía.Muelle de Urbitarte,Editores, Bilbao, 2009
- Aldea Poética V.  Poesía Infantil-Editorial Opera Prima, Madrid,2010
- Mujeres en su tinta. Poetas españolas del siglo XXI. Universidad Autónoma de México, 2010
- Veinte poetas españolas del siglo XX. Editorial El Perro y la rana,Venezuela,2011
- Poetry From Spain. An Antology. Lépez-Luaces, Lorenz & Lamboy. Talisman House.  Greenfield-Massachusetts, 2012

- Antología de microficciones. Ojos de Aguja.  Selección de José Díaz-Editorial Círculo de Lectores – Barcelona 2000
- Galería de Hiperbreves.- Antología de microficciones. Tusquets Editores Barcelona 2002
- Sea Breve por favor. Antología de microficciones. Selección a cargo de Clara Obligado. Editorial Páginas de Espuma. Madrid 2002
- Dos veces bueno 3. Cuentos breves de América y España. Selección a cargo de Raúl Brasca. Editorial Desde la gente. Buenos Aires-Argentina
- El cuento español en la década de los 90”. Editorial Visor. Madrid 2002
- Traversie. Antología de relatos Avagliano Editores. Italia 2003
- Pólvora Blanca. Antología de poetas contra la guerra. Ayuntamiento de Córdoba 2003
- Textículos Bestiales. Cuentos Breves de Animales reales o imaginarios”.Selección de Raúl Brasca y Luis Chitarroni.Ediciones Desde la Gente - Buenos Aires-Argentina 2004.”

- Micro Quijotes. Antología de Microficciones coordinada por Juan Armando Epple. Thule Ediciones, Barcelona 2005

- De mil amores. Antología de microficciones coordinada por Raúl Brasca. Thule Ediciones, Barcelona, 2005.
- Fábula Rasa. Editorial Alfaguara. Selección Enrique Turpin. Madrid 2005 .
- Ciempiés, los microrrelatos de 'Quimera'. Selección de Fernando Valls y Neus Rotger. Editorial Montesinos, Barcelona, 2005.
- La otra mirada. Antología de microficciones hispanas coordinada por David Lagmanovich. Editorial Menoscuarto, Palencia, 2005.
- Mil y un cuentos de una línea. Antología de microcuentos coordinada por Aloe Azid. Ediciones Thule, Barcelona, 2007
- La flor del día. Antología de microrrelatos coordinada por Raúl Brasca y Luis Chitarroni, Buenos Aires-Argentina, 2007.
- Soplando vidrio y otros estudios sobre el microrrelato español. Fernando Valls. Editorial Páginas de Espuma, Madrid, 2008.
- La era de la brevedad-El microrrelato hispánico. Irene Andres-Suárez y Antonio Rivas, eds. Editorial Menoscuarto, Palencia, 2008.
- Contorno de la narrativa española actual (2000-2010). Un diálogo entre creadores y críticos-autores. Palmar Álvarez, Blanco y Toni Dorca. Edit. Iberoamericana, Madrid 2011.
- Revista Enterríos. Monográfico “Los que cuentan” Granada, 2011
- Más por menos. Antología de microrrelatos. Edición de Ángeles Encinar y Carmen Valcárcel. Editorial, Sial, Madrid, 2011.
- En breve, escritoras Españolas 1975-2010. Ángeles Encinar y Carmen Valcárcel. Editorial Biblioteca Nueva, Madrid 2012.
- Antología del microrrelato español 1906-2011. El cuarto género narrativo. Edición de Irene Andrés-Suárez, Editorial Cátedra-Letras Hispánicas, Madrid, 2012.
- Siguiendo el hilo. Estudios sobre el cuento español actual. Ángeles Encinar. Editorial Orbis Tertius, Bruselas, 2015.
- Poesía en el Camino. Antología poética (2011-2014). Isaac Rilova (coordinador e introducción), Óscar Esquivias (prólogo). Burgos: Real Academia Burgense de Historia y Bellas Artes, Institución Fernán González, 2015.[12]